# Frontmiliz
Die Frontmiliz war ein Zusammenschluss mehrerer Wehrverbände im austrofaschistischen Ständestaat Österreich. Zuerst Teil der Vaterländischen Front, wurde sie später als Teil der bewaffneten Macht dem Bundesministerium für Landesverteidigung unterstellt.

## Erste Zusammenfassung der Wehrverbände
Die Regierung Schuschnigg wollte den Einfluss der Wehrverbände, besonders der Heimwehr, beseitigen und dafür eine einheitliche paramilitärische Formation schaffen und dem Bundesheer unterstellen. Als ersten Schritt beschloss die Regierung am 17. Oktober 1935, verschiedene regierungstreue Wehrverbände zu einem einheitlichen Wehrkörper zusammenzufassen. Daher kündigte der Sicherheitsminister und Führer der Vaterländischen Front Ernst Rüdiger Starhemberg die Zusammenlegung der Wehrverbände unter dem Namen Freiwillige Miliz-Österreichischer Heimatschutz an. Dabei behielten die Wehrverbände eine gewisse Eigenständigkeit und ihre Rivalitäten untereinander bei (etwa Sturmscharen gegen Heimwehr oder innerhalb der Heimwehr Fey- gegen Starhemberg-Anhänger).

## Als „Wehrfront“ der Vaterländischen Front
Nach der Bildung der Miliz im Dezember 1935 erfolgte im Mai 1936 die Einführung der Frontmiliz im Rahmen der Vaterländische Front. Sie sollte die Tradition der freiwilligen Wehrverbände fortführen und die Vaterländische Front „militärisch untermauern“: Der Frontmiliz falle „die Aufgabe zu, dem Willen der Vaterländischen Front, als bewaffneter Arm und Exekutivorgan, entsprechend Nachdruck zu verleihen“. Ihren Mitgliedern war jedoch das „Politisieren“ und politische Reden in Milizuniform untersagt. Zu ihrem Führer wurde der Vizekanzler Eduard Baar-Baarenfels ernannt. Als Fahne der Miliz diente die Fahne der Vaterländischen Front, in der nun ein neues grün-weißes Element an die Verdienste der Heimwehr „auf dem Wege zum neuen Staate“ erinnern sollte.
Im Bedarfsfall konnte die Frontmiliz zur Unterstützung der Bewaffneten Macht und der Sicherheitsexekutive aufgeboten werden. Die entsprechenden Abteilungen sollten dann für die Dauer des Einsatzes diesen Exekutivkörpern unterstellt werden. Die Uniformen waren mit besonderen Abzeichen zur Kennzeichnung des jeweiligen ursprünglichen Wehrverbandes versehen. Probleme in der Organisation waren finanzieller Natur sowie wirtschaftsbedingt der hohe Anteil an Arbeitslosen unter den Frontmilizangehörigen, was sich negativ auf Stimmung und Moral auswirkte.
Am 10. Oktober 1936 wurde bei einer Ministerratssitzung die gänzliche Auflösung aller Wehrverbände inklusive der „Freiwilligen Miliz-Österreichischer Heimatschutz“ beschlossen – die von der Heimwehr gestellten Minister traten vorübergehend zurück, um der Auflösung nicht zustimmen zu müssen. Stattdessen wurde die Überführung ihrer Mitglieder in die neu geschaffene „Frontmiliz“ beschlossen. Zum Kommandanten des neuen Truppenkörpers wurde der ehemalige Leiter des Kärntner Heimatschutzes, Ludwig Hülgerth ernannt.

## Die Frontmiliz als Teil der Landesverteidigung
Am 14. Juli 1937 wurde nach Plänen von Generalstabschef Alfred Jansa die Frontmiliz per Verfassungsgesetz organisatorisch in die bewaffnete Macht eingegliedert, die nun aus Bundesheer, Militärassistenzkorps und Frontmiliz bestand. Geregelt wurde die Eingliederung durch das Frontmilizgesetz. Demnach bestand die Frontmiliz aus der allgemeinen Miliz (Jäger- und Standmiliz) und Sondermilizen (Kraftfahr-, Luftschutz-, Flieger-, Eisenbahner-, Hochschul-, Post- und Telegrafenmiliz und Betriebsmilizen). Ihrem Führungsstab wurden Offiziere des Bundesheeres als Milizkader zugewiesen. Der Miliz beitreten konnten körperlich und geistig geeignete männliche österreichische Staatsbürger zwischen 18 und 60 Jahren, die über Kenntnis der deutschen Sprache verfügten und Mitglied in der Vaterländischen Front waren. Der Bundeskanzler konnte über die Aufbietung der Miliz für den Grenzschutz, den Schutz der verfassungsmäßigen Einrichtungen, den Erhalt der inneren Ordnung und Sicherheit und zur Hilfeleistung bei „Elementarereignissen“ oder „Unglücksfällen außergewöhnlichen Umfangs“ verfügen.
In der Realität konnte die Miliz nur für Grenz- und Raumschutz und für Sicherungsaufgaben eingesetzt werden, da sie für militärische Einsätze mangels gemeinsamer Übungen mit dem Bundesheer und aufgrund schlechter Ausrüstung nicht vorbereitet war. Der Dienst in der Miliz war zwar ein freiwilliger und – außer im Falle eines Einsatzes – unbezahlter, es wurde jedoch besonders auf Beamte Druck ausgeübt, der Frontmiliz beizutreten.
Die Uniform wurde an jene des Bundesheeres angepasst und vereinheitlicht: „Angehörige tragen das feldgraue Ehrenkleid des Soldaten.“ Milizpersonen, die nicht (vollständig) mit Milizdienstkleidung ausgestattet werden konnten und solche, die ihr Berufsdienstkleid beibehielten (etwa Post- oder Telegrafenmiliz) trugen am linken Oberarm eine rot-weiß-rote Armbinde mit Krukenkreuz.
Die Gesamtstärke der Frontmiliz betrug im Jahr 1938 rund 100.000 Mann.
Als Organ wurde 1937 vierteljährlich die Zeitschrift „Die Frontmiliz“ herausgegeben. Sie sollte ihren Lesern eine „Fundgrube militärischen Wissens“ sein, um den „gesunden Wehrwillen“ des Volks wachzuhalten.
Nach dem „Anschluss“ Österreichs an das nationalsozialistische Deutsche Reich gab es zwar Überlegungen, die bestehende Organisationsstruktur zu übernehmen und die Miliz in Landwehr umzubenennen, letztlich wurde die Frontmiliz aber nicht in die Wehrmacht übernommen. Waffen und Uniformen der Frontmiliz mussten abgegeben werden.